# Torre Generali
A Torre Generali, também conhecida como Torre Hadid, é um arranha-céu da cidade de Milão, na Itália. O edifício, concluído em 2017, tem 177 metros de altura (192 com a placa Generali) e 43 andares.